# اوبراتان
اوبراتان (به چکی: Obrataň) یک منطقهٔ مسکونی در جمهوری چک است که در ناحیه پلهریموو واقع شده‌است. اوبراتان ۳۲٫۰۸ کیلومتر مربع مساحت و ۸۳۵ نفر جمعیت دارد و ۵۷۴ متر بالاتر از سطح دریا واقع شده‌است.